# محمدعلی مرادی
محمدعلی مرادی (۱۳۳۷ در اصفهان - ۳۱ تیر ۱۳۹۷ در تهران) متفکر، پژوهشگر فلسفه، منتقد فیلم و فعالِ سیاسیِ چپ‌گرایِ پیشینِ اهل ایران بود. او به سبب پژوهش‌هایش در رابطه با موضوعات فلسفی، به‌ویژه در حوزهٔ ایدئالیسم آلمانی و نیز دیدگاه‌هایش در رابطه با بررسی علمی فرهنگ شناخته شده است.

## زندگی
محمدعلی مرادی در سال ۱۳۳۷ در اصفهان به دنیا آمد. او در سال‌های پیش از انقلاب بهمن ۱۳۵۷ به عنوان عضو حزب توده ایران به فعالیت سیاسی پرداخت. پس از انقلاب نیز اواخر دهه ۶۰ فعال بود و همزمان با سرکوب نیروهای چپ ایران دستگیر شد و پس از آزادی در سال ۱۳۶۸ دست از فعالیت‌های سیاسی کشید و برای تحصیل و فعالیت‌های علمی در زمینه فلسفه به آلمان رفت.
محمدعلی مرادی تحصیلات خود را در رشتهٔ فلسفه با رشته‌های فرعی نقد فیلم، جامعه‌شناسی و اسلام‌شناسی در دانشگاه فرای برلین گذراند. او پایان‌نامهٔ مقطع کارشناسی ارشد خود را با موضوع «مفهوم مفهوم در سنجش خردناب» و پایان‌نامهٔ خود را در مقطع دکترا با موضوع «آگاهی و خودآگاهی نزد فیشته آغازین (۱۷۷۴)» نوشت. پس از فارغ‌التحصیلی، به تدریس و پژوهش فلسفه و به‌طور مشخص در حوزهٔ ایده‌آلیسم آلمانی به ویژه از کانت تا هگل پرداخت.
محمدعلی مرادی در زمان اقامت در آلمان مجاز به دریافت تابعیت این کشور شناخته شد. اما در هنگام امضای مدارک، از امضای یک گواهی که در آن قید شده‌بود «اگر میان آلمان و کشوری که از آن آمده‌ای تخاصمی ایجاد شود، باید به نفع آلمان بجنگی»، از امضای آن سند خودداری کرد و از دریافت تابعیت آلمان منصرف شد.

## ایده‌هایی برای تدریس
محمدعلی مرادی در ایران هرگز در هیچ دانشگاهی تدریس نکرد. او برای توصیف شیوهٔ تدریسش از اصطلاح «آکادمی در کرانه» استفاده می‌کرد و کلاس‌هایش را در خانه‌ها، دفاتر انتشاراتی، پارک‌ها و حتی دررفت‌وآمدهای بین مکان‌ها برای شاگردانش برگزار می‌کرد.
مرادی در راستای ایدهٔ آکادمی در کرانه، خوانش متن‌های کلاسیک فلسفی را در دستور کار قرار داده‌بود. روش کار او بدین صورت بود که مطالعهٔ ۶ متن اصلی فلسفه شامل نقدهای اول تا سوم کانت («نقد عقل محض»، «نقد عقل عملی» و «نقد قوه حکم»)، دو کتاب هگل («پدیده‌شناسی روح» و «علم منطق») و یک کتاب هایدگر («هستی و زمان») را برای شکل‌گیری ذهن فلسفی در دانشجویان در همهٔ رشته‌ها ضروری می‌دانست. مرادی همچنین کارگاه‌های تخصصی دیگری همچون «خوانش متون کلاسیک روشنگری» (۱۷ کتاب برجسته فلسفی، ریاضی و علوم طبیعی عصر روشنگری)، «شرایط حصول علم» (موضوعی که آن را پروژهٔ اصلی خود در مورد ایران می‌دانست)، «جامعه‌شناسی تاریخی و انسان‌شناسی تاریخی»، «تئوری‌های معماری»، «فلسفه و فرم‌های نوشتن» برگزار کرد و پژوهش‌های متعدد و متنوعی را در حوزهٔ فلسفه، انسان‌شناسی و علم فرهنگ به انجام رساند.

## خبرنگاری و نقد فیلم
محمدعلی مرادی در همان ابتدای کار تشکیلاتی در حزب توده ایران، به فراگیری خبرنگاری پرداخت. او زیر نظر سردبیر وقتِ ماهنامه فیلم، نوشابه امیری، نقد فیلم را آموخته بود. در سال ۱۳۶۸ در سینما قدس اصفهان هر هفته جمعه صبح نشست‌های اکران، نقد و بررسی فیلم‌های سینمایی برگزار می‌شد و مرادی به همراه زاون قوکاسیان و امیر شیران به نقد فیلم می‌پرداخت. مرادی در نقد فیلم رویکردی پدیدارشناسانه داشت و تنوع در سبک‌های سینمایی را ناشی از تنوع در ادراک استاتیکی هنرمند فیلم‌ساز می‌دانست که به نوبهٔ خود در بنیان‌های معرفت‌شناسی ریشه دارد.

## انتشار کتاب
محمدعلی مرادی در زمان حیاتش کتابی منتشر نکرد. او وب‌سایتی را با عنوان فلسفه: نگرشی بر فلسفه و فرهنگ اداره می‌کرد و یادداشت‌های فلسفی‌اش را به‌طور منظم بر روی آن منتشر می‌کرد. پس از مرگ او، مجموعه‌ای از مقاله‌هایش در آن وب‌سایت که در طول یک دهه پس از بازگشتش به ایران نوشته‌بود، به کوشش رضا نساجی در کتابی با عنوان «تفکر در تنگنا: جستارهایی در علوم فرهنگی» منتشر شد. کتاب‌های دیگر مرادی نیز همگی پس از مرگ او منتشر شدند.

## آثار
- مرادی، محمدعلی، تفکر در تنگنا: جستارهایی در علوم فرهنگی، به کوشش و ویراستاری رضا نساجی، تهران: نقد فرهنگ، ۱۳۹۷.
- مرادی، محمدعلی، بنیادهای فلسفی علم فرهنگ، تهران: شرکت انتشارات علمی و فرهنگی، ۱۳۹۷.
- مرادی، محمدعلی، اتمسفر زاینده‌رود به مثابه میراث فرهنگی، با همکاری رضا نساجی، ناظر علمی علیرضا حسن‌زاده، سلیم سلیمی‌موید، [برای] پژوهشگاه میراث فرهنگی و گردشگری، مرکز معرفی فرهنگی، پژوهشکده مردم‌شناسی، تهران: پژوهشگاه میراث فرهنگی و گردشگری، ۱۳۹۸.
- سنجش‌های بی‌سرانجام: نقدهایی به آرا و آثار اصحاب علوم انسانی در ایران (نشر نی، در دست انتشار)
- خرد و باغ ایرانی و هفت مقاله دیگر در علوم فرهنگی (در دست ویراست)
- در کرانهٔ دانشگاه: نقدهایی به وضعیت نهاد دانشگاه و دانش در ایران (در دست تدوین)